# Friedrich Schuver
Friedrich Schuver (* 14. März 1919 in Collinghorst; † 23. Februar 2002 in Aurich) war ein deutscher Jurist und Oberkreisdirektor des Landkreises Aurich (1955–1986).

## Leben
Friedrich Schuver wurde 1919 als Sohn eines evangelischen Pastors in Collinghorst geboren. Nach seinem Abitur ging er zum Studium der Rechtswissenschaften an die Universitäten in Marburg, Halle und Göttingen. In Göttingen wurde er 1941 Mitglied der Kameradschaft Hermann von Salza (später: Burschenschaft Holzminda). Er war Mitglied im Bund Deutscher Bibelkreise, weshalb er von der Geheimen Staatspolizei bespitzelt wurde. Am 1. Januar 1942 wurde er Mitglied der NSDAP (Mitgliedsnummer 9.002.681), betätigte sich jedoch nicht nationalsozialistisch. 1944 absolvierte er die erste juristische Staatsprüfung in Celle.
1951 absolvierte er die zweite juristische Staatsprüfung in Hannover, bevor er als Rechtsanwalt zugelassen wurde.
1953 wurde er Kreisrechtsrat im Rhein-Wupper-Kreis / Opladen, ging aber 1955 als Oberkreisdirektor nach Aurich. Dieses Amt hatte er bis zu seinem Ruhestand 1986 inne. 1982 wurde der Museumsverein Aurich gegründet, dessen Vorsitz Schuver übernahm. Er starb 2002 in Aurich.